# 꼬마탐정 토비와 테리
《꼬마탐정 토비와 테리》는 KBS 2TV에서 2018년 6월 20일부터 9월 5일까지 매주 목요일 오후 5시 2019년 2월 16일부터 7월 5일까지 KBS 1TV에서 종료되었다. 2025년 2월 1일 극장판인 도토리 마을 탐정단 극장판 : 무서울 뻔한 이야기가 CGV에 개봉하였다.

## 개요
추리와 모험으로 일상생활의 궁금증을 풀어가는 꼬마탐정 토비와 테리의 이야기.

## 방송 일시
| 방송 채널 | 방송일                    | 방송 시간 |
| --------- | ------------------------- | --------- |
| KBS 2TV   | 2018년 6월 20일 ~ 9월 5일 | 종료      |
| KBS 1TV   | 2019년 2월 16일 ~ 7월 5일 | 종료      |

### 등장 인물
- 토비
- 테리
- 루미
- 밀리
- 재이
- 비니

## 목소리출연
- 토비 : 황로이
- 테리 : 곽지혜
- 루미 : 정유미
- 밀리 : 은정
- 재이 : 여민정
- 비니 : 김율

## 방영 목록

### 1기
| 회차       | 제목                               | 방송 일자       |
| ---------- | ---------------------------------- | --------------- |
| 1화        | 윙윙 벌떼가 몰려와요               | 2018년 6월 20일 |
| 2화        | 밀리의 계량컵을 찾아라             | 2018년 6월 20일 |
| 3화        | 모래성이 왜 무너졌을까             | 2018년 6월 27일 |
| 4화        | 어미새를 도와주세요                | 2018년 6월 27일 |
| 5화        | 사라진 보물을 찾아라               | 2018년 7월 4일  |
| 6화        | 하늘을 날고싶은 루미               | 2018년 7월 4일  |
| 7화        | 어둠 속 으스스한 소리의 정체는     | 2018년 7월 11일 |
| 8화        | 연못물이 왜 보라색으로 변했을까?   | 2018년 7월 11일 |
| 9화        | 말하는 바위친구                    | 2018년 7월 18일 |
| 10화       | 무지개가 어디로 사라졌을까         | 2018년 7월 18일 |
| 11화       | 탐험가 아저씨가 실종됐어요         | 2018년 7월 25일 |
| 12화       | 커다란 알의 엄마는                 | 2018년 7월 25일 |
| 13화       | 통나무 다리는 어디로 갔을까        | 2018년 8월 1일  |
| 14화       | 슈퍼 다람쥐를 구출하라             | 2018년 8월 1일  |
| 15화       | 숲속을 떠다니는 유령의 정체는      | 2018년 8월 8일  |
| 16화       | 수리부엉이 선생님은 어디에         | 2018년 8월 8일  |
| 17화       | 어둠속에서 산딸기를 찾을 수 있을까 | 2018년 8월 22일 |
| 18화       | 사라진 나비를 찾아라               | 2018년 8월 22일 |
| 19화       | 여러 가지 색의 도마뱀 친구         | 2018년 9월 5일  |
| 최종화(20) | 신기한 자석들 사건                 | 2018년 9월 5일  |

### 2기
| 회차       | 제목                          | 방송 일자       |
| ---------- | ----------------------------- | --------------- |
| 1화        | 물이 사라졌어요               | 2018년 2월 16일 |
| 2화        | 누구의 목소리일까             | 2019년 2월 23일 |
| 3화        | 여름날의 눈송이               | 2019년 3월 2일  |
| 4화        | 루미의 새로운 악기 찾기       | 2019년 3월 9일  |
| 5화        | 비니의 사라진 도토리 찾기     | 2019년 3월 16일 |
| 6화        | 마법같은 나무 막대기소동      | 2019년 3월 23일 |
| 7화        | 길 잃은 아기 고슴도치         | 2019년 3월 30일 |
| 8화        | 연못에 괴물이 나타났어요      | 2019년 4월 13일 |
| 9화        | 장난꾸러기 까마귀와 아기늑대  | 2019년 4월 20일 |
| 10화       | 커다란 떡갈나무 친구의 낙엽   | 2019년 4월 27일 |
| 11화       | 하늘을 나는 물고기가 있다고?  | 2019년 5월 4일  |
| 12화       | 신비한 바다의 전설            | 2019년 5월 11일 |
| 13화       | 소원의 별똥별                 | 2019년 5월 18일 |
| 14화       | 숨바꼭질 챔피언               | 2019년 5월 25일 |
| 15화       | 녹아버린 눈사람               | 2019년 6월 1일  |
| 16화       | 썰매 경주 대회                | 2019년 6월 8일  |
| 17화       | 외톨이 두루미 웨인            | 2019년 6월 15일 |
| 18화       | 수수께끼 생일파티             | 2019년 6월 22일 |
| 19화       | 우정의 축제에서 사라진 선물들 | 2019년 6월 29일 |
| 최종화(20) | 새로운 도토리마을의 탐정들    | 2019년 7월 5일  |